# بریستول گلایدر
بریستول گلایدر (به انگلیسی: Bristol Glider) یک هواگرد ساختِ کارخانهٔ بریستول ایروپلین در کشور بریتانیا است. این هواگرد برای نخستین بار در ۱۷ دسامبر ۱۹۱۰ میلادی مورد استفاده قرار گرفت.